# Анна-Полона

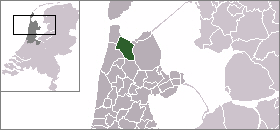
Местоположение общины Анна-Полона на карте Нидерландов

Анна-Полона (нидерл. Anna Paulowna [ˈɑnaː pɑu̯ˈloːnaː], нидерландское произношениео файле) — деревня и бывшая община в Нидерландах, в провинции Северная Голландия. Община получила это имя от польдера Анна-Полона, который был осушен в 1846 году, во время правления короля Виллема ІІ, и назван в честь его жены, королевы Анны Павловны (дочери российского императора Павла I). Сама община существовала в 1870—2012 годах.
В общину входили населённые пункты:
- Анна-Полона;
- Брезанд;
- Ван-Эвейкслёйс;
- Вирингервард;
- Клейнеслёйс;
- Крейл;
- Ньивеслёйс.

Общая площадь общины — 78,81 км², из них 74,43 км² суши и 4,38 км² воды; количество населения на 1 января 2007 года — 13 999, плотность — 188 человек на квадратный километр. Общинный совет Анна-Полоны насчитывал 15 депутатов. Население деревни по переписи 2010 года − 7380 человек. Население общины − 14252.
В 2012 община вошла в состав новой общины Холландс-Крон.

## Экономика
Для большинства жителей деревни основным источником дохода является выращивание и продажа тюльпанов.